# Saadjärv
Saadjärv is een meer in het oosten van Estland. Het meer is het op vijf na grootste meer van Estland. Het meer ligt in de gemeente Tartu vald. Het heeft een oppervlakte van 7,08 km², een gemiddelde diepte van 8 meter, een maximale diepte van 25 meter, en is maximaal 6 kilometer lang en 1,8 kilometer breed. Het meer ligt op een hoogte van 53 meter boven de zeespiegel. De plaatsen Tabivere en Äksi liggen aan het meer. De dichtstbijzijnde grote stad is Tartu, deze stad ligt op ongeveer 15 kilometer van het meer. Met meer watert af via de rivier de Mudajõgi. Dit is de enige rivier waarmee het water van het meer wordt afgevoerd.
De oever van het meer bestaat uit een dunne strook bos, aan de noordwest- en de zuidoostkant van het meer. Het stuk hier tussenin is niet bebost en bestaat uit landbouwgrond.
Er leven verschillende vissoorten in het meer, onder andere de blankvoorn, de kleine marene, de snoek, de paling, de pos, baars en de alver. Andere plant en diersoorten, die leven in het meer zijn o.a. het fonteinkruid en rivierkreeftjes.